# Михайловское городское поселение (Рязанская область)
Михайловское городское поселение — муниципальное образование в Михайловском районе Рязанской области.
Глава муниципального образования: Михаил Фролов (Дата избрания — 2010).

## История
Границы городского поселения определяются законом Рязанской области от 07.10.2004 № 86-ОЗ.

## Население
| 2010    | 2012    | 2013    | 2014    | 2015    | 2016    | 2017    |
| ------- | ------- | ------- | ------- | ------- | ------- | ------- |
| 13 097  | ↘12 865 | ↘12 605 | ↘12 384 | ↘12 130 | ↘11 856 | ↘11 633 |
| 2018    | 2019    | 2020    | 2021    | 2023    |         |         |
| ↘11 426 | ↘11 322 | ↘11 134 | ↗11 457 | ↘11 239 |         |         |

## Состав городского поселения
| № | Населённый пункт | Тип населённого пункта        | Население |
| - | ---------------- | ----------------------------- | --------- |
| 1 | 10-й год Октября | посёлок                       | 31        |
| 2 | Зайчино          | село                          | →0        |
| 3 | Зикеево          | деревня                       | ↘8        |
| 4 | Козловка         | село                          | ↘973      |
| 5 | Колчево          | деревня                       | →0        |
| 6 | Михайлов         | город, административный центр | ↘10 085   |
| 7 | Помозово         | село                          | ↘142      |